# Decadência espanhola

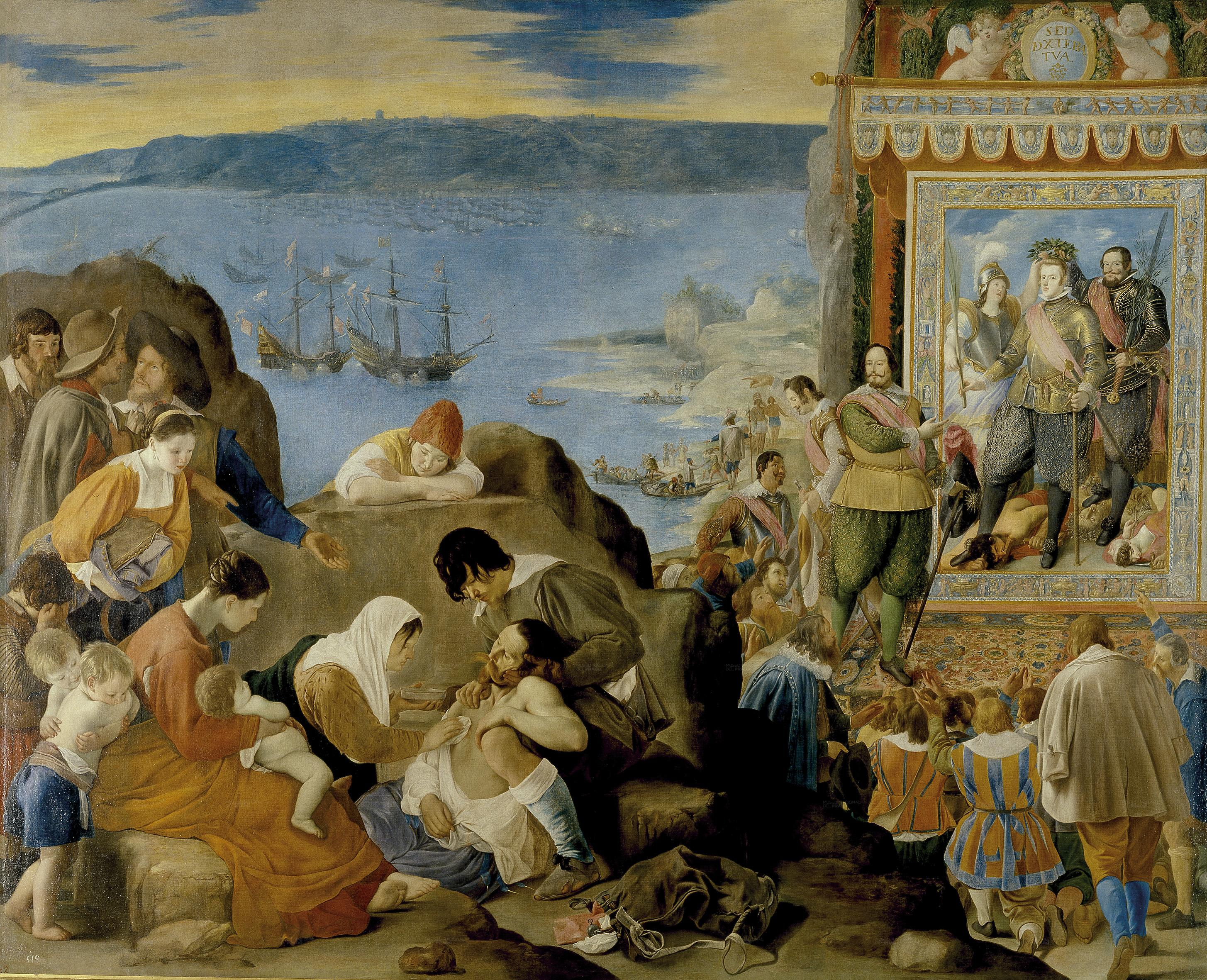
A recuperação da Baía de todos os Santos de Juan Bautista Maíno (1632).

A Decadência espanhola foi o processo gradual de exaustão e desgaste sofrido pelo Império Espanhol ao longo do século XVII, durante os reinados da chamada Espanha dos Habsburgos, os três últimos reis da Casa da Áustria: Filipe III, Filipe IV e Carlos II. Foi um processo histórico simultâneo à chamada crise geral do século XVII, mas que foi especialmente grave para a Espanha, a tal ponto que deixou de ser a potência hegemônica na Europa e a maior economia do mundo no século XVII para se tornar um país empobrecido e semiperiférico.
O declínio refletiu-se em todas as áreas como a demográfica (recrudescimento da peste e outras epidemias, despovoamento), a econômica (problemas fiscais, desvalorização, inflação e declínio das remessas de metais preciosos da América), a social (manutenção da tensão religiosa e inquisitorial, expulsão dos mouriscos, refeudalização, busca de soluções escapistas como enobrecimento, a compra de cargos, o aumento da presença de ordens religiosas e o picaresco). Ainda na área política e territorial (iniciada com a trégua dos doze anos e as manobras da valência do Duque de Lerma, espetacularmente manifestada a partir da chamada crise de 1640, após a tentativa de restaurar a reputação da monarquia com a política agressiva do Conde Duque de Olivares. Posteriormente isso foi evidenciado com a Paz de Vestfália (1648), o Tratado dos Pireneus (1659), a patética situação dos últimos anos do século que, embora tenha sido resolvida economicamente pelos homens de confiança de Carlos II, em todas as chancelarias europeias caminharam pendentes do futuro incerto do trono hispânico do rei enfeitiçado e de sua extraordinária Império Espanhol que atingia ambos os hemisférios. Depois de uma série de complexas intrigas palacianas, o Cardeal Luis Fernández Portocarrero apoiou a sucessão em favor dos interesses de Luís XIV da França, que queria a coroa espanhola para seu neto Filipe de Anjou. Foi finalmente resolvido após a morte de Carlos II com a Guerra da Sucessão Espanhola (entre 1701 e 1714) e o Tratado de Utrecht (1713), que dividiu seus territórios entre Habsburgos e Bourbons, com benefícios substanciais para a Inglaterra. Isso deu lugar ao exílio austracista e a uma violenta repressão Bourbon.
Em contraste, a decadência espanhola coincidiu com as mais brilhantes manifestações de arte e cultura, no que foi chamado de Século de Ouro Espanhol. Em muitas dessas manifestações artísticas e culturais existe uma verdadeira consciência da decadência, que em alguns casos tem sido descrita como introspecção negativa (Francisco de Quevedo, os arbitristas). Especificamente, o Barroco Espanhol (o Culteranismo ou o Churrigueresco) tem sido interpretado como uma arte da aparência, cenográfica, que se esconde sob o enfeite externo a fraqueza da estrutura ou a pobreza do conteúdo.
A interpretação historiográfica das causas da decadência tem sido uma das questões mais discutidas e em muitas ocasiões tem sido atribuída aos clichês que caracterizariam um estereótipo nacional espanhol ligado à lenda negra presente na propaganda anti-espanhola desde meados do século XVI. O orgulho da casta cristã antiga, a obsessão por uma nobreza incompatível com trabalho e propenso à violência na defesa de um conceito arcaico de honra, a submissão acrítica (por superstição ou medo e não pela fé) a um poder despótico, tanto político como religioso, aderente à versão mais fechada de Catolicismo. Isso levou a aventuras quixotescas na Europa contra os protestantes e a uma cruel imposição aos índios americanos da evangelização e do governo dos conquistadores.
Uma alternativa lenda rosa, que atribui à fidelidade ao catolicismo precisamente as conquistas do Império Espanhol, está na interpretação da história própria do lado reacionário do nacionalismo espanhol. Em seus casos mais extravagantes atribui a decadência a uma suposta conspiração judaico-maçônica, na qual, apesar da implausibilidade de tais teorias da conspiração, ela dá um papel decisivo aos judeus e às sociedades secretas que eles imaginam como ancestrais da Maçonaria (além de vincular ambos os cripto-poderes, conforme apropriado, a protestantes e muçulmanos).
De pontos de vista mais desapaixonados, a historiografia atual tende a considerar a monarquia autoritária dos Habsburgos como um modelo de Estado de instituições muito fracas e de presença efetiva, além de ter muito menos pretensões absolutistas do que a monarquia absoluta que os Bourbons estavam desenvolvendo ao mesmo tempo na França. No entanto, as divergências reais dos modelos socioeconômicos associados ao catolicismo e ao protestantismo em diferentes partes da Europa e as suas numerosas exceções, analisados a partir da sociologia de Max Weber (A Ética Protestante e o Espírito do Capitalismo, 1905), continuam a ser considerados.

## Antecedentes
As raízes dessa decadência remontam às alianças matrimoniais entre Fernando, o Católico e Maximiliano de Habsburgo, que determinaram a introdução da austríaca Dinastia dos Habsburgos no trono espanhol, buscando isolar e cercar a França, potência hegemônica no final da Idade Média. Foi Carlos de Gante, neto de ambos, quem reuniu as heranças, tornando-se em 1516 rei de Castela e Aragão, com suas possessões americanas e mediterrâneas, bem como senhor da Holanda, dos territórios austríacos, do direito ao trono do Sacro Império Romano, duque titular da Borgonha, soberano de Flandres e Brabante(1519).
Essa complexa herança foi a que determinou a política de Carlos I e dos seus sucessores, com resultados tão ruins para Castela. Os interessados já tinham percebido naquela época, com as rebeliões da Alemanha e dos Comuneros. Teve que enfrentar a França, o Papa Clemente VII, a República de Veneza, a Inglaterra, o Ducado de Milão e Florença que formaram a Liga de Cognac para defender as possessões aragonesas na Itália. Teve ainda outras frentes contra os principados alemães rebeldes, a ameaça Turca no Mediterrâneo e a extensão do Protestantismo na Europa, que desfez o vínculo de união do Sacro Império Germânico, reduzindo ainda mais a funcionalidade do governo Imperial. Todos esses problemas mantiveram a Espanha constantemente ocupada em guerras, às quais se somaram os problemas internos causados pela Revolta dos Comuneros e pela Revolta das Irmandades, quando a nobreza média revoltou-se contra as exações fiscais e a imposição dos governantes de Flandres, à frente da qual estava o regente Adriano de Utrecht, desprezando as Cortes, tanto castelhana como aragonesa. Outra causa do declínio foi a intransigência religiosa, pondo fim à coexistência de judeus, muçulmanos e cristãos que enriqueceu a cultura peninsular ao longo da Idade Média.

## Consequências
O notório esforço de guerra teve um custo econômico e humano incalculável. As receitas da exportação de lã e outros produtos da rica Castela para Flandres, além da prata que veio da América, foram destinadas a pagar as despesas de guerra, não sendo feitos quaisquer investimentos na Espanha. No entanto, nem sempre esses recursos foram suficientes ou chegaram a tempo. O rei recorreu a numerosos empréstimos de banqueiros alemães e genoveses, que comprometeram e hipotecaram seriamente o futuro econômico dos seus reinos. Assim, seu filho Filipe II teve que declarar falência três vezes durante seu reinado, em 1557, 1575 e 1597.
Na verdade, além das dívidas, Filipe havia herdado as guerras de seu pai, mas não o título imperial, que passou, junto com as possessões alemãs e austríacas, para seu tio Fernando, em 1555. O novo rei conseguiu, não sem dificuldade, afastar definitivamente a França dos seus interesses na Itália, pelo Tratado de Cateau-Cambrésis, em 1559. Deteve o avanço dos otomanos no Mediterrâneo na Batalha de Lepanto, em 1571. Da mesma forma, como neto de João III de Portugal, incorporou Portugal e as suas colônias à Espanha em 1580, com o que o império ultramarino espanhol adquiriu dimensões colossais, embora também fosse ainda mais difícil de defender. Menos afortunado na luta contra os protestantes, não conseguiu evitar a secessão das Províncias Unidas do norte da Holanda, em 1579, apoiada pela Inglaterra e pelos numerosos inimigos dos espanhóis. Também não conseguiu conter a expansão marítima da Inglaterra que derrotou a Invencível Armada em 1588, e manteve a pirataria a seu serviço. Esses últimos fracassos marcaram o início da decadência espanhola, embora a sua hegemonia na Europa ainda tenha sido mantida por algum tempo. Mas a economia castelhana, o esteio destes esforços, já estava arruinada.

## Período dos Habsburgos menores

### Filipe III

Territórios espanhóis na época de Filipe II.

O declínio agravou-se sob o reinado de Filipe III, que não pôde continuar a custosa política externa dos seus antecessores devido à falta de recursos. A renda da coroa não era pequena, mas as guerras a consumiram toda e muito mais. Essa precariedade econômica foi agravada pela expulsão em 1609 dos mouros, a população descendente de muçulmanos que ainda permanecia na Península, principal suporte da economia agrícola em Valência, na coroa de Aragão, apesar de que alguns apoiassem a pirataria berbere que assolava a costa.
Os mouros foram rejeitados pela coroa, que via com preocupação a possibilidade de um novo levante que funcionasse como quinta coluna dos Berberes ou dos Turcos. Eles eram detestados pela Igreja, que duvidava da sinceridade da sua conversão, mas a sua expulsão foi uma importante perda de braços úteis para a economia nacional. As medidas que foram tomadas pelo poder para enfrentar a falta de liquidez, como venda de posições ou a desvalorização da moeda, não fizeram senão agravar a situação, estabelecendo a corrupção e o absentismo na administração, distorcendo perigosamente as trocas mercantis.
Filipe III não tinha a capacidade do pai e do avô e delegou o governo a homens de confiança. Instituiu-se assim a figura do valido. Tanto o Duque de Lerma, como o seu filho e sucessor no cargo, o Duque de Uceda, revelaram-se governadores medíocres, bastante mais preocupados com o aumento sua fortuna pessoal do que resolver os graves problemas da monarquia, que a partir de 1618 embarcou na Guerra dos Trinta Anos, apoiando seus parentes, os imperadores Habsburgos.

### Filipe IV

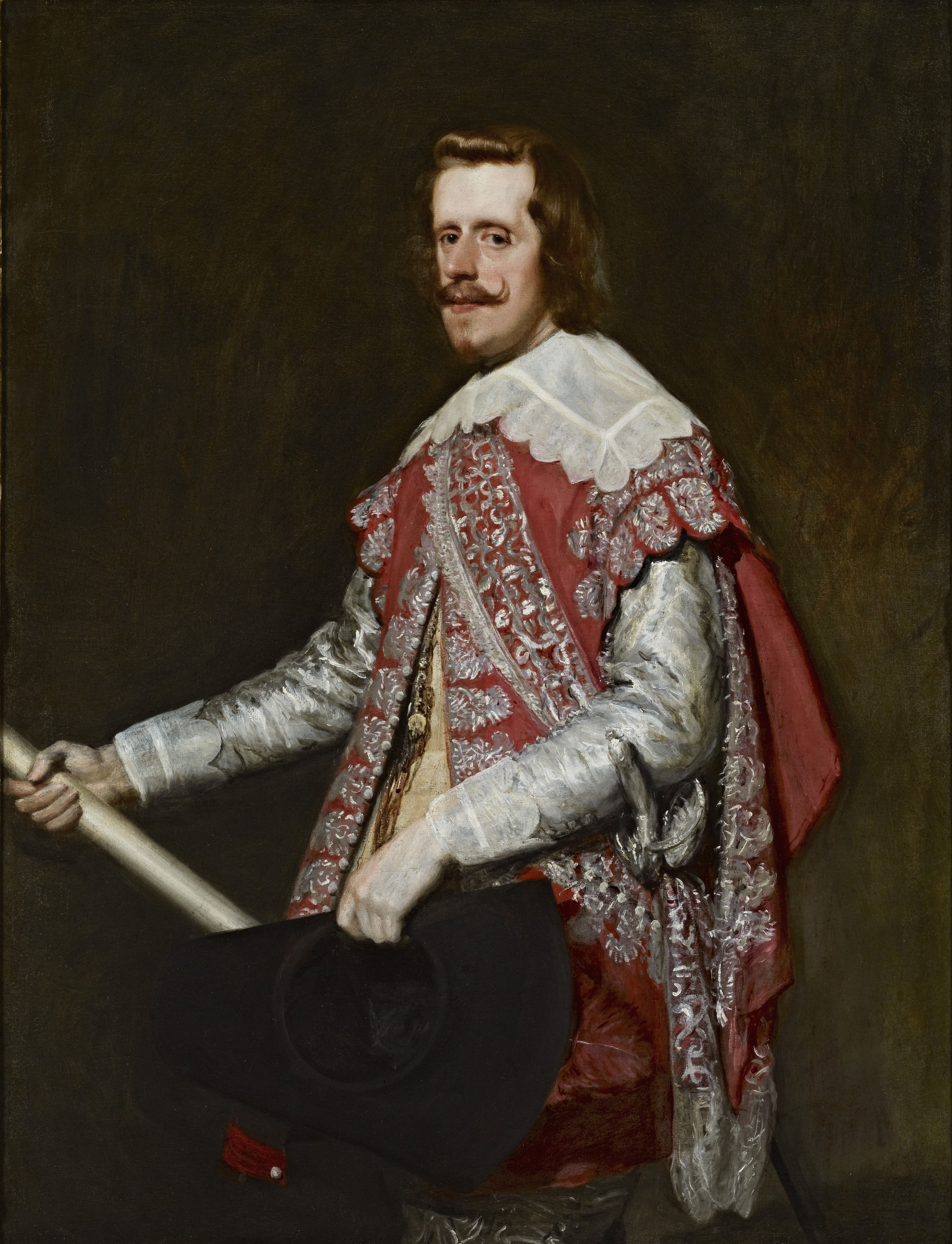
Filipe IV da Espanha

A ascensão ao trono de Filipe IV, em 1621, significou a assunção das tarefas de governo por um novo valido, o Conde-Duque de Olivares. Membro de um ramo menor de uma importante linhagem nobre, também teve o cuidado de aumentar os seus rendimentos e bens pessoais, embora em menor grau do que os seus antecessores. Na verdade, Olivares tinha ambições políticas e de estadista. No Grande Memorial que apresentou ao jovem Filipe em 1624, ele delineou seu programa. O seu objetivo era garantir que a monarquia unificasse efetivamente todos os recursos econômicos, humanos e militares dos seus vários reinos (União de Armas, 1626), para utilizá-los a fim de renovar sua glória, o que basicamente significava gastá-los de novo nas guerras em que estava envolvida: com a Holanda e a Inglaterra pelo domínio colonial e com vários estados europeus, como a França do Richelieu com Luís XIII nas sombras, pela supremacia dos Habsburgos no continente. Essa orientação significou desestruturar o complexo político que constituía a própria essência da monarquia fundada pelos Reis Católicos, que nasceu da confederação de diferentes reinos que conservaram as suas peculiaridades jurídicas, econômicas e administrativas. Isso era algo que os seus súditos não estavam dispostos a tolerar, especialmente na coroa de Aragão, já que na coroa de Castela a rebelião tinha sido esmagada por Carlos I.
A década de 1640 foi desastrosa para o governo de Olivares e ameaçou destruir a própria unidade de toda a Monarquia Espanhola. Em 1640, os portugueses instalaram a dinastia de Bragança, nomeando João IV rei, pois estavam cansados de sofrer nas suas colônias as consequências dos conflitos europeus. Entre 1640 e 1652, houve também uma revolta na Catalunha  que quase separou este território da Monarquia Espanhola e o incorporou à França, que conseguiu anexar os condados de Roussillon e Cerdanya. Conspirações e revoltas separatistas também eclodiram na Andaluzia em 1641, na Sicília entre 1646 e 1652, e em Nápoles entre 1647 e 1648. No entanto, no cenário de guerra europeu, a batalha de Nördlingen de 1634 representou uma das últimas vitórias dos exércitos espanhóis. A partir desse momento, a sorte tornou-se adversa para a coalizão dos Habsburgos na Guerra dos Trinta Anos, complicada pela entrada oficial da França no conflito em 1635. O ano de 1643, com a derrota para os franceses na Rocroi e a queda em desgraça de Olivares, marcaram o ponto de virada, a partir do qual tudo iria de mal a pior. A economia voltou a sofrer com os esforços de guerra, complicados pelas más colheitas, pelas contínuas desvalorizações da moeda e a alienação de cargos. Por outro lado, o problema demográfico causado pela morte ou ausência de tantos jovens tornou-se mais agudo. Foram declaradas quatro falências (1627, 1647, 1656 e 1662), enquanto as possessões e o comércio com a América sofriam o assédio dos ingleses e holandeses e a França se expandia à custa da absorção das possessões espanholas nas suas fronteiras. O Tratado de Münster, em 1648, e o Tratado dos Pirenéus, em 1659, ratificaram o fim da hegemonia espanhola na Europa, que passou o bastão para a poderosa França de Luís XIV.

### Carlos II

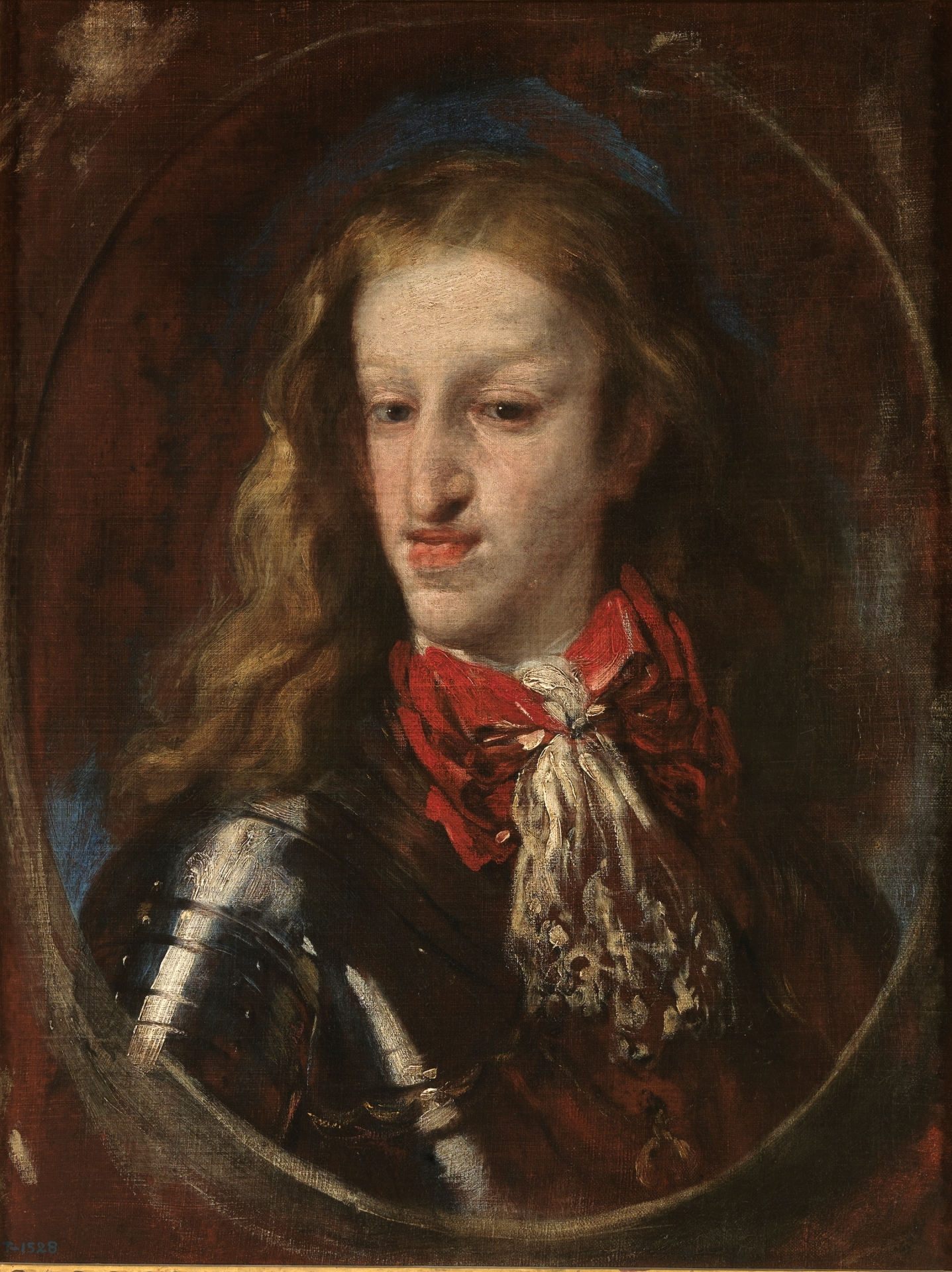
Carlos II da Espanha.

A morte de Filipe IV significou a entronização de Carlos II chamado de o Enfeitiçado por causa de seus sintomas de deficiência mental e física. Seu reinado representou o ponto mais baixo da Decadência Espanhola, com uma corte cheia de intrigas em que durante dez anos o regente, a rainha-mãe Mariana da Áustria e seu confessor, o jesuíta alemão Juan Everardo Nithard, que se fingiu de valido, disputavam o poder com Dom João José de Áustria, filho bastardo de Filipe IV. Porém, em meio a esses problemas e ao assédio sofrido pelas possessões espanholas, muitas das quais caíram nas mãos de seus inimigos, ocorreram os primeiros vislumbres de recuperação. Quando Carlos foi declarado maior de idade, consciente de suas limitações, ele confiou o governo ao Duque de Medinaceli (Juan Francisco de la Cerda) e ao Conde de Oropesa (Manuel Joaquín Álvarez de Toledo). Os projetos de reforma administrativa e financeira, propostos pelos arbitristas e aplicados, em parte, pelos novos validos, seriam o prelúdio das importantes mudanças introduzidas no século XVIII pelos esclarecidos ministros da dinastia Bourbon.
A morte sem filhos de Carlos II em 1700, abriu um período de incerteza. O testamento do falecido nomeava Filipe de Anjou, bisneto de Filipe IV e neto de Luís XIV, como herdeiro. Mas houve outros candidatos com direitos, como José Fernando da Baviera e, sobretudo, o Arquiduque Carlos de Habsburgo, que não aceitou essa solução e conquistou adeptos no país. Finalmente, após a Guerra da Sucessão Espanhola, que ocorreu entre 1701 e 1714, Filipe de Bourbon, apoiado por seu poderoso avô, tornou-se o fundador de uma nova dinastia na Espanha.

## Sociedade e cultura
O reinado da Casa da Áustria trouxe graves problemas sociais para Espanha:
- Perseguições religiosas, devido à intolerância. A Inquisição fomentou a corrupção e a delação, sendo um fator que contribuiu para a decadência espanhola. Tornou-se um método para destruir inimigos, amigos invejosos e até mesmo para resolver disputas de propriedade ou ganhar influência.
- Declínio de indústrias de todos os tipos, devido à venda de matérias-primas para obter liquidez rapidamente, e ao grande aumento das importações, fatal para a indústria do tear.
- Desertificação de Castela, devido ao apoio dado por Filipe II à Mesta para obtenção de maior quantidade de lã merino, com o que o pastoreio transumante descontrolado acabou com os campos cultivados por não respeitar os trilhos do gado real.
- Abandono de grandes áreas por diversas causas: a emigração para a América, as guerras, a expulsão dos Mouros e o meio milhão de vítimas da grande peste de 1598-1602.
- Burocracia: A expansão do Império Espanhol no Novo Mundo foi realizada a partir de Sevilha. O controle das Américas foi realizado por vice-reis que trabalhavam com bastante autonomia. Os Habsburgos, uma família que tradicionalmente governava vários domínios não contíguos e tinha sido forçada a delegar autonomia aos administradores locais, duplicaram essas políticas feudais na Espanha, particularmente no País Basco e em Aragão. Dessa forma, os impostos, a melhoria da infraestrutura e as políticas comerciais internas eram definidas de forma independente por cada região, mantendo barreiras alfandegárias internas e pedágios. O Conde-Duque de Olivares considerou essencial que a burocracia fosse centralizada, até apoiando a união completa de Portugal com a Espanha, embora nunca tenha tido oportunidade de concretizar as suas ideias. Depois da abdicação de Carlos I, a burocracia tornou-se cada vez maior e mais corrupta até que, com a demissão de Olivares em 1643, tornou-se obsoleta.

Do ponto de vista cultural, brilharam as ciências: Jerónimo de Ayanz y Beaumont com suas invenções; Francisco Hernández de Toledo e seu início de taxonomia; Juan de Herrera e a fundação em 1582 da Academia Real Mathematica, a Escola de Salamanca com as suas teorias filosóficas, teológicas e econômicas, além do seu papel de liderança na criação do calendário gregoriano; Domingo de Soto e seus postulados sobre a gravidade e Jerónimo Muñoz e sua descrição da supernova SN 1572.
Nas artes, especialmente pintura com autores como Diego Velázquez, Claudio Coello, Bartolomé Esteban Murillo e outros. Houve também grandes escritores, poetas e teatros ou historiadores como Miguel de Cervantes, Lope de Vega, Juan de Mariana, Francisco de Quevedo ou Pedro Calderón de la Barca, o que levou a época de Filipe IV a ser chamada de Idade de Ouro Espanhola.